# Om-Câine
Om-Câine este un film românesc dramatic din 2022 regizat de Ștefan Constantinescu, după un scenariu de Jörgen Andersson, Stefan Constantinescu și Andrei Epure. Rolurile principale au fost interpretate de actorii Cosmina Stratan, Bogdan Dumitrache și Ofelia Popii. Filmul a avut premiera mondiala la 2 februarie 2022, la Göteborg Film Festival 2022.

## Distribuție
- Cosmina Stratan - Georgiana
- Bogdan Dumitrache - Doru
- Dan Nuțu -  Marty M.
- Oxana Moravec - Vera
- Ofelia Popii - Nicoleta
- Ana Ciontea - Maria
- Voica Oltean -  Eliza
- Simona Popescu - Simona
- Liviu Pintileasa - Bec
- Iulian Puiu - Daniel